# Asplenium morobense
Asplenium morobense är en svartbräkenväxtart som beskrevs av Edwin Bingham Copeland. Asplenium morobense ingår i släktet Asplenium och familjen Aspleniaceae. Inga underarter finns listade.